# Suvad Katana
Suvad Katana (ur. 6 kwietnia 1969 w Delijaš, zm. 8 stycznia 2005 w Sarajewie) – bośniacki piłkarz występujący na pozycji obrońcy.

## Kariera klubowa
Katana karierę rozpoczynał w 1987 roku w jugosłowiańskim Željezničarze Sarajewo. Jego barwy reprezentował przez 5 lat. W 1992 roku wyjechał do Belgii, by grać w tamtejszym pierwszoligowym KRC Genk. W ciągu 2 lat rozegrał tam 64 spotkania i zdobył 4 bramki. Następnie był zawodnikiem innych zespołów belgijskiej ekstraklasy, KAA Gent oraz RSC Anderlecht, których reprezentował również po 2 lata.
W 1998 roku Katana odszedł do tureckiego Adanasporu z Süper Lig. Po roku spędzonym w tym klubie, wrócił jednak do Belgii. Został tam graczem pierwszoligowego klubu KSC Lokeren. Występował tam przez 5 lat, a w 2004 roku zakończył karierę. W 2005 roku zmarł z powodu nagłego zatrzymania krążenia.

## Kariera reprezentacyjna
W reprezentacji Bośni i Hercegowiny Katana zadebiutował 24 kwietnia 1996 roku w zremisowanym 0:0 towarzyskim meczu z Albanią. W latach 1996–1998 w drużynie narodowej rozegrał łącznie 10 spotkań.